# Elektrownia jądrowa Bruce

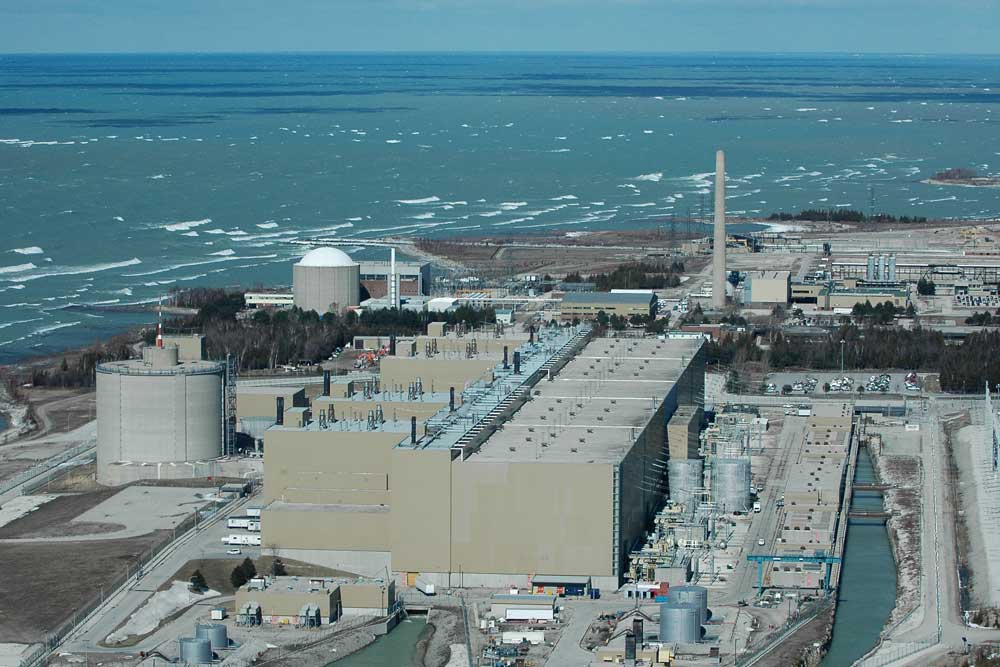
Elektrownia jądrowa Bruce

Elektrownia jądrowa Bruce (właśc. Bruce Nuclear Generating Station) – kanadyjska czynna elektrownia jądrowa położona na wschodnim brzegu jeziora Huron, na terenie hrabstwa Bruce prowincji Ontario, w okolicach miejscowości Inverhuron i Tiverton. Zajmuje powierzchnię 932 hektarów. Z uwagi na nie w pełni działającą japońską elektrownię Kashiwazaki-Kariwa, jest obecnie największą elektrownią jądrową na świecie pod względem wytwarzanej energii elektrycznej netto - posiada 8 ciężkowodnych reaktorów jądrowych typu CANDU.
Elektrownia jest największym zakładem pracy w hrabstwie, zatrudniając około 3800 pracowników.

## Historia
Elektrownia powstawała etapami, między 1970 a 1987 rokiem, nosząc wtedy nazwę Bruce Nuclear Power Development (BNPD). Budowę rozpoczęła państwowa firma Ontario Hydro, która w 1999 roku została podzielona na 5 spółek. Wszystkie zakłady wytwarzające energię trafiły do Ontario Power Generation. Od maja 2001 roku elektrownia jest leasingowana prywatnemu konsorcjum Bruce Power. Leasing przewidziany jest do 2019 roku, z możliwością przedłużenia do 2044 roku.
W listopadzie 2009 roku Canadian Nuclear Safety Commission, krajowy urząd dozoru jądrowego, po raz kolejny przedłużył licencję na pracę elektrowni, do 2014 roku, zezwalając jednocześnie na wymianę paliwa jądrowego w reaktorach nr 1 i 2.
Budowa pierwszych czterech reaktorów (zakład Bruce A) kosztowała 1,8 mld USD (1978), wobec 0,9 mld USD jakie planowano na tę inwestycję w roku 1969. Budowa zakładu Bruce B również zakończyła się przekroczeniem pierwotnego budżetu (3,9 mld USD, 1976) kwotą 6 mld USD (1989).

### Remont generalny
Remont najstarszych reaktorów zakładu A planowany był już od 1992 roku, ale nie zdecydowano się nań z uwagi na nadwyżki generowanej energii elektrycznej. W 2005 roku Bruce Power i władze prowincji Ontario zdecydowały o remoncie reaktorów nr 1  2, aby sprostać rosnącym potrzebom energetycznym prowincji. Pierwotnie projekt wyceniono na 4,25 mld USD. Miało to utrzymać reaktory w pracy do 2043 roku, tj. 66 lat po pierwszym uruchomieniu.
Wymiany wymagały przede wszystkim przewody ciśnieniowe, elementy kalandrii, generatory pary, transformatory. Zdecydowano się też na wymianę prętów paliwowych. Reaktory będą używać niskowzbogaconych (1% 235U) prętów LVRF, po 43 w jednej wiązce typu CANFLEX (wcześniej 37 prętow w wiązce).
W roku 2006 i 2007 magazyn ReNew Canada uznał to przedsięwzięcie za największą inwestycję infrastrukturalną w Kanadzie. Koszt wymiany prętów 4 reaktorach zakładu A podniósł koszt do 5,25 miliarda USD.
Plan remontu reaktorów został zatwierdzony przez audytorów w 2007 roku.
W styczniu 2010 roku 217 pracowników doznało potencjalnej ekspozycji na promieniowanie jonizujące w czasie prac remontowych. Dwudziestu siedmiu mogło otrzymać dawki po około 5 mSv. W tym samym roku oprotestowano plan wysyłki morskiej Wielkimi Jeziorami zużytych generatorów pary do Szwecji. Kanadyjski urząd dozoru, Canadian Nuclear Safety Commission (CNSC), jądrowego zgodził się na nią w lutym 2011 roku.
W 2011 roku koszt remontu wyniósł 3,8 miliarda USD, z 4,8 mld USD spodziewanych. Plan z 2005 roku przewidywał koszt 2,75 mld USD.
Remont reaktora nr 2 ukończono w styczniu 2011 roku. CNSC wydał zgodę na uruchomienie reaktora 16 marca 2012 roku. Dzień później musiano wyłączyć reaktor z powodu usterki w układzie moderującym. Reaktor ostatecznie podłączono do sieci po 17 latach przerwy, 16 października 2012. We wrześniu 2012 pracę rozpoczął reaktor nr 1.

### Blackout z 2003
Podczas blackoutu jaki nastąpił w 2003 roku reaktory zakładu B (pracował wówczas trzy z 4 reaktorów) kontynuowały pracę na 60% mocy bez podłączenia do sieci energetycznej. Było to możliwe dzięki konstrukcyjnej możliwości odsprzęgnięcia odprowadzenia pary z reaktora do wejścia generatorów. Dzięki temu reaktory mogły wrócić do pracy już po 5 godzinach od ustabilizowania się sieci energetycznej.
Bloki elektrowni zostały zaprojektowane do pracy bez podłączenia do sieci energetycznej przez 6 godzin. W przypadku reaktorów Bruce A z tej możliwości nie korzysta się z uwagi na inną budowę systemu prętów kontrolnych, którą z czasem uznano za potencjalnie niebezpieczną w takich sytuacjach.

## Reaktory
Elektrownia jądrowa Bruce jest obecnie największą działającą elektrownią jądrową na świecie. Posiada 8 ciężkowodnych reaktorów jądrowych CANDU, będącej konstrukcją kanadyjską. Przy jednoczesnej prac wytwarzają one od 6232 do 7276 MW energii elektrycznej. Energia jest odprowadzana dwoma liniami o napięciu 500kV i trzema 230kV, na potrzeby lokalne.
Elektrownia jest funkcjonalnie podzielona na dwa zakłady, z jednym centrum kontroli na 4 reaktory. Reaktory posiadają betonowe osłony bezpieczeństwa. Reaktory posiadają wspólne urządzenia do wymiany paliwa, które są przesuwane w tunelu pod budynkami elektrowni. Woda do chłodzenia reaktorów jest czerpana z jeziora Huron. 
| Zakład | Nazwa bloku | Typ reaktora                                       | Producent                       | Rozpoczęcie budowy | Stan krytyczny    | Włącz. do sieci  | Komercyjna gen. prądu | Długotrwałe wyłączenie | Ponowna synch. z siecią po długotrwałym wyłącz. | Moc elektry. netto | Moc elektry. brutto | Moc termiczna |
| ------ | ----------- | -------------------------------------------------- | ------------------------------- | ------------------ | ----------------- | ---------------- | --------------------- | ---------------------- | ----------------------------------------------- | ------------------ | ------------------- | ------------- |
| A      | Bruce-1     | Ciężkowodny reaktor ciśnieniowy CANDU (CANDU-791)  | Atomic Energy of Canada Limited | 1 czerwca 1971     | 17 grudnia 1976   | 14 stycznia 1977 | 14 września 1977      | 16 października 1997   | 20 września 2012                                | 772 MW             | 824 MW              | 2832 MW       |
| A      | Bruce-2     | Ciężkowodny reaktor ciśnieniowy CANDU (CANDU-791)  | Atomic Energy of Canada Limited | 1 grudnia 1970     | 27 lipca 1976     | 4 września 1976  | 1 września 1977       | 8 października 1995    | 16 października 2012                            | 772 MW             | 824 MW              | 2832 MW       |
| A      | Bruce-3     | Ciężkowodny reaktor ciśnieniowy CANDU (CANDU-750A) | Atomic Energy of Canada Limited | 1 lipca 1972       | 28 listopada 1977 | 12 grudnia 1977  | 1 lutego 1978         | 1 kwietnia 1998        | 8 stycznia 2004                                 | 730 MW             | 805 MW              | 2832 MW       |
| A      | Bruce-4     | Ciężkowodny reaktor ciśnieniowy CANDU (CANDU-750A) | Atomic Energy of Canada Limited | 1 września 1972    | 10 grudnia 1978   | 21 grudnia 1978  | 18 stycznia 1979      | 16 marca 1998          | 7 października 2003                             | 730 MW             | 805 MW              | 2832 MW       |
| B      | Bruce-5     | Ciężkowodny reaktor ciśnieniowy CANDU (CANDU-750B) | Atomic Energy of Canada Limited | 1 czerwca 1978     | 15 listopada 1984 | 2 grudnia 1984   | 1 marca 1985          | -                      | -                                               | 817 MW             | 872 MW              | 2832 MW       |
| B      | Bruce-6     | Ciężkowodny reaktor ciśnieniowy CANDU (CANDU-750B) | Atomic Energy of Canada Limited | 1 stycznia 1978    | 29 maja 1984      | 26 czerwca 1984  | 14 września 1984      | -                      | -                                               | 817 MW             | 891 MW              | 2690 MW       |
| B      | Bruce-7     | Ciężkowodny reaktor ciśnieniowy CANDU (CANDU-750B) | Atomic Energy of Canada Limited | 1 maja 1979        | 7 stycznia 1986   | 22 lutego 1986   | 10 kwietnia 1986      | -                      | -                                               | 817 MW             | 872 MW              | 2832 MW       |
| B      | Bruce-8     | Ciężkowodny reaktor ciśnieniowy CANDU (CANDU-750B) | Atomic Energy of Canada Limited | 1 sierpnia 1979    | 15 lutego 1987    | 9 marca 1987     | 22 maja 1987          | -                      | -                                               | 817 MW             | 845 MW              | 2690 MW       |

## Awarie
- 17 lipca 1998 - wyciek ze skraplacza bloku nr 1. Przez jakiś czas blok musiał pracować z mniejszą mocą.
- 20 stycznia 1998 - podczas planowych testów reaktora nr 3 wykryto nieszczelność w jednym z zestawów paliwowych.
- 31 marca 1999 - usterka w bloku nr 2 spowodowała uszkodzenie przewodów ciśnieniowych generatora pary.